# Gebiacantha talismani
Gebiacantha talismani is een tienpotigensoort uit de familie van de Upogebiidae. De wetenschappelijke naam van de soort is voor het eerst geldig gepubliceerd in 1915 door Bouvier.